# Mr. Moonlight (album)
Pour les articles homonymes, voir Mr. Moonlight (homonymie).
Albums de Foreigner
Unusual Heat
(1991) Can't Slow Down
(2009)
Singles
1. Under the Gun
Sortie : 1995
2. Until the End of Time
Sortie : 1995

Mr. Moonlight est le huitième et dernier album studio de Foreigner, sorti le 31 octobre 1994. Ce fut ausi le dernier avec Lou Gramm comme chanteur du groupe, il quitta après celui-ci et serait remplacé par Kelly Hansen.
L'album s'est classé 136e au Billboard 200

## Historique
L'album est le premier depuis Inside Information (1987) et semblait être le dernier album à ce jour avec le chanteur original Lou Gramm, qui avait quitté le groupe en 1990 mais était revenu deux ans plus tard. Avant de commencer à travailler sur Mr. Moonlight, il était le chanteur sur trois chansons nouvellement enregistrés de la compilation The Very Best ... and Beyond (1992), Soul Doctor, Prisoner of Love et With Heaven on Our Side. Mr. Moonlight est également le premier album en quinze ans sans le bassiste Rick Wills, qui a rejoint le groupe en 1979, et le batteur Dennis Elliott, qui était l'un des membres fondateurs.

## Liste des titres
| No  | Titre                 | Durée |
| --- | --------------------- | ----- |
| 1.  | Under The Gun         | 3:52  |
| 2.  | Rain                  | 4:34  |
| 3.  | Until the End of Time | 4:51  |
| 4.  | White Lie             | 4:17  |
| 5.  | Big Dog               | 4:47  |
| 6.  | Real World            | 6:19  |
| 7.  | All I Need to Know    | 4:45  |
| 8.  | Hole in My Soul       | 5:08  |
| 9.  | I Keep Hoping         | 5:15  |
| 10. | Running The Risk      | 5:09  |
| 11. | Hand on My Heart      | 4:58  |

## Personnel
- Mick Jones : Guitares, piano, chœurs
- Lou Gramm : Chant, percussions
- Bruce Turgon : Basse, chœurs
- Jeff Jacobs :  Claviers, chœurs
- Mark Schulman :   Batterie

## Musiciens invités
- Duane Eddy : Guitare solo sur Until the end of time
- Billy Bremner : Guitare sur All I Need to Know
- Randy Cantor : Guitare et claviers sur White Lie et Rain
- Scott Gilman : Saxophone, flûte à bec, chœurs
- Luis Enriques : Percussions sur Real World et Running the Risk
- Ian Lloyd : Chœurs
- Tawatha Agee, Paulette McWilliams et Robin Clark : Chœurs sur I Keep Hoping